# Meljska cesta, Maribor
Meljska cesta je cesta v Mariboru. Ko je še obstajala vas Melje, se je Meljska pot začela v nekdanji Ilešičevi ulici. Šele z izgradnjo južne železnice se je nova cesta začela na današnjem mestu in tekla pod kamnitim podvozom proti Melju.
Stari začetek ulice je z izgradnjo železniškega nasipa postala slepa ulica, ki so jo poimenovali Sack Gasse. Leta 1876 so cesti, ki je povezovala mesto z vasjo Melje, tudi uradno dali ime Melliger Strasse (Meljska cesta).
Po nemški okupaciji leta 1941 so jo ponovno poimenovali Sack Gasse. Maja 1945 so ji vrnili ime Meljska cesta. 